# Petronio Perpenna Magno Quadraziano
Petronio Perpenna Magno Quadraziano (latino: Petronius Perpenna Magnus Quadratianus; fl. 433-443) è stato un politico romano della prima metà del V secolo.
Quadraziano fu un vir clarissimus e un inlustris; è attestato come praefectus urbi di Roma in un'iscrizione non datata connessa con il restauro delle Terme di Costantino.
Va forse identificato col Quadraziano che il 25 maggio 443 era Prefetto del pretorio d'Italia; in tal caso la prefettura urbana sarebbe stata antecedente a quella data, perché nel cursus delle magistrature la prefettura del pretorio era più importante di quella urbana e la seguiva. Considerato il fatto che il nome di Petronio Quadraziano suggerisce una sua parentela con Petronio Massimo (che nel 443 esercitò il proprio secondo consolato), è possibile che Petronio Quadraziano abbia esercitato la prefettura urbana nel 433, quando Petronio Massimo fu console per la prima volta, o nel 439/441, quando Massimo era Prefetto del pretorio d'Italia per la seconda volta.